# Tsuritama
Tsuritama (つり球?) es una serie de anime  que salió al aire en la temporada de emisión de anime del 2012. Comenzó a transmitirse el 12 de abril de 2012 y finalizó el 28 de junio de 2012. Este anime fue transmitido por Fuji TV en Japón, Sentai Filmworks en Norteamérica, y por Hanabee en Australia y Nueva Zelanda.

## Argumento
Yuki Sanada es un estudiante de secundaria que vive con su abuela, una mujer cuya carrera requiere reubicación frecuente que impide que Yuki pueda establecer verdaderas amistades, y mucho menos las habilidades sociales necesarias para iniciarlas.
Yuki más tarde conoce a Haru, un extraterrestre, que tiene por misión capturar un determinado pez que reside en la Tierra. Para tal fin, Haru reclutará ayuda para pescarlo incluyendo a Yuki, a Natsuki (considerado el "Rey de la pesca") y a Yamada.

## Personajes

### Principales
Yuki Sanada (真田 Sanada Yuki?)
Voz por: Ryōta Ōsaka, Adam Gibbs (Inglés)
Yuki es un joven que tiene el pelo de color rojo brillante, es poco sociable y suele poner una cara de enojo extremo cuando está nervioso, sea cual sea el motivo. Además, cuando está en ese estado, siempre se imagina a sí mismo ahogándose mientras todo se inunda a su alrededor. Por presión de Haru, Yuki empieza a interesarse por la pesca y empieza a aprender más y más sobre esto gracias a la ayuda de Natsuki. Yuki decide, por tanto, ayudar a Haru con su misión.
Haru (ハル?)
Voz por: Miyu Irino, Clint Bickham (Inglés)
Haru es un extraterrestre con forma humana y tiene el pelo rubio, ojos morados y pestañas largas, es muy alegre y carismático. Haru se transfiere a la escuela de Yuki haciéndose pasar por un estudiante extranjero. Él recluta a Yuki para que lo ayude en su misión de pescar. Haru puede comunicarse telepáticamente con los seres de su misma especie a través del agua, pero si quiere hacer eso mismo con humanos termina controlando sus acciones.
Natsuki Usami (宇佐美 夏樹 Usami Natsuki?)
Voz por: Koki Uchiyama, Corey Hartzog (Inglés)
Un adolescente que vive en Enoshima (ciudad donde se sitúa la historia de este anime). Natsuki tiene el pelo negro y gafas. Él no parece que le guste interactuar con muchas personas, pero es bien conocido por su participación en competiciones de pesca nacionales, lo que resulta en el apodo: "Príncipe de la pesca". Por la insistencia de Haru, Natsuki termina enseñándoles a él y a Yuki a pescar; poco a poco, desarrolla una estrecha amistad con ellos. Él tiene una debilidad por su hermana menor, Sakura. Toda su actitud cambia cuando le habla y suele ser muy sobreprotector para con ella.
Akira Yamada Agarkar (アキラ· ·アガルカール Akira Yamada Agarukāru?)
Voz por: Tomokazu Sugita, Josh Grelle (Inglés)
Un chico indio misterioso y estoico, siempre acompañado por su pato llamado "Tapioca". Él y sus compañeros deben espiar a Haru bajo las órdenes de la misteriosa organización llamada "DUCK", organización que está a cargo de las investigaciones alienígenas. A lo largo de la historia forma amistad con Haru, Yuki y Natsuki y ayuda también a Haru con su misión, a pesar de que "DUCK" intente obligarlo a hacer lo contrario.

### Secundarios
Kate (ケイト Keito?)
Voz por: Fumi Hirano, Allison Keith-Shipp (Inglés)
Kate es la abuela de Yuki, ella vive con él. Ella es francesa, tiene una personalidad cálida y alegre. Kate permitió a Haru vivir con ella y Yuki ya que Haru necesitaba algún lugar para vivir mientras completa su misión en la Tierra. A menudo, Kate, le da a Haru asesoramiento sobre su relación con Yuki y las interacciones sociales humanas que él tiene.
Coco (ココ Koko?)
Voz por: Emiri Katō, Tiffany Grant (Inglés)
Es la hermana menor de Haru. Ella, al igual que Haru, a veces le dispara agua a los terrícolas con el fin de controlar sus acciones brevemente, lo hace por medio de una pistola en forma de delfín. Cuando intenta comunicarse con su hermano Haru a través del agua, logra hacerlo perfectamente. Ella también colabora en la misión de pesca que Haru tiene que realizar en la Tierra.
Ayumi Inoue (井上 歩 Inoue Ayumi?)
Voz por: Daisuke Hosomi, David Wald (Inglés)
Es el capitán de un barco pesquero llamado Seishunmaru. Inoue le provee empleo a Yuki y a sus amigos invitándolos a ellos a pescar en su barco con un sueldo como recompensa. Él está enamorado de Misaki.
Misaki (海咲?)
Voz por: Miina Tominaga, Maggie Flecknoe (Inglés)
Es la encargada de atender una tienda de artículos de pesca llamada "Hemingway". Tiene por clientes regulares a Yuki y sus amigos y ella siempre les recomienda distintos artículos para la pesca.
Tamotsu Usami (宇佐美 Usami Tamotsu?)
Voz por: Shirō Saitō, Andrew Love (Inglés)
Es el padre de Natsuki y Sakura. La relación que Usami tiene con Natsuki no es muy buena. Natsuki siempre que ve a su padre suele enojarse o ponerse serio, ya que al parecer no le cae muy bien.
Sakura Usami (宇佐美 Usami Sakura?)
Voz por: Yui Ogura, Nancy Novotny (Inglés)
Sakura es la hermana menor de Natsuki. Ellos tienen una muy buena relación entre sí, suelen llevarse bien, a pesar de que Natsuki sea sobreprotector para con ella o que en ocasiones la haga enojar, siempre terminan llevándose bien.
Erika Usami (宇佐美 えり香 Usami Erika?)
Voz por: Nozomi Yamamoto, Genevieve Simmons (inglés)
Ella está en la misma clase que los cuatro personajes principales y se sienta al lado de Yuki. En el episodio 6 se revela que ella es la nieta del alcalde de la ciudad. Al parecer, Erika tiene cierto parentesco con la familia Usami, hecho que se evidencia al tener el mismo apellido que Natsuki.
Urara (うらら?)
Voz por: Takahiro Sakurai, Blake Shepard (inglés)
Es otro alien más que dejó su planeta e invadió la Tierra. Para ser más precisos, es el hermano de Haru y Coco. Urara permaneció en su forma de pez en el lago de Enoshima e impulsivamente, mediante el agua, intentó controlar a los humanos con su poder mental. La telepatía que Urara intenta aplicar en los humanos afecta a los mismos obligándolos a bailar el baile local del pueblo: “El baile de Enoshima”. Por eso Haru y Coco deben detenerlo, de lo contrario los humanos perderán la conciencia de todos sus actos.

## Banda sonora
Tsuritama está compuesto por un solo tema de apertura y otro de cierre. Los nombres de sus canciones y sus respectivas bandas son Tsurezure Monochrome por Fujifabric y Sora mo Toberu Hazu por Sayonara Ponytail.